# روح الله الخميني
السَيِّدُ رُوحُ اللهِ بنُ مُصطَفَی بنِ أَحمَدَ المُوسَوِيّ الخُمَينِيّ (بالفارسية: سید روح‌الله موسوی خمینی) (21 رجب 1320هـ - 28 شوال 1409هـ المُوافق فيه 17 أيار (مايو) 1900م - 3 حزيران (يونيو) 1989م) الشَّهير اختصارًا بِـ«روح الله الخميني» رجُلُ دين ومرجعٌ ديني وفيلسوفٌ وكاتبٌ وسياسي شيعي إيراني ومُؤسِّس الجُمهوريَّة الإسلاميَّة الإيرانيَّة والمُرشد الأعلیٰ للثورة الإسلاميَّة التي تُعدُّ واحدةً من أهمِّ الثورات وأكثرها تأثيرًا في التاريخ وقد شهدت الإطاحة بالملكيَّة البهلويَّة ومُحمَّد رضا بهلوي الشَّاه الأخير في إيران. بعد الثَّورة أصبح رُوح الله الخُميني المُرشد الأعلى لإيران من 25 صفر 1400 المُوافق فيه 3 كانون الأوَّل (ديسمبر) 1979م إلى 28 شوَّال 1409هـ المُوافق فيه 3 حزيران (يونيو) 1989م وهو منصبٌ تمَّ إنشاؤه في دُستور الجُمهوريَّة الإسلاميَّة الإيرانيَّة كأعلى سُلطة سياسيَّة ودينيَّة للأُمَّة. اختارته مجلة تايم واحدًا من بين مائة شخصيَّة تركت أكبر أثر في تاريخ البشريَّة في القرن العشرين.
كان الخميني مرجعا دينيا في الشيعة الإثنا عشرية، وهو مجتهد أو فقيه (خبير في الشريعة الإسلامية) ومؤلف أكثر من 40 كتابا، لكنه معروف في المقام الأول لأنشطته السياسية. أمضى أكثر من 15 عاما في المنفى لمعارضته للشاه الأخير. في كتاباته ووعظه وسع نظرية ولاية الفقيه، لتشمل الحكم السياسي الثيوقراطي من قبل الفقهاء الإسلاميين. هذا الأصل (وإن لم يكن معروفا للجمهور الأوسع قبل الثورة) أُلْحَق بالدستور الإيراني الجديد بعد طرحه للاستفتاء.
سمته مجلة التايم (الأمريكية) برجل العام في سنة 1979. كان الخميني معروفا بتأييده لمحتجزي الرهائن خلال أزمة رهائن إيران، وفتواه الداعية إلى قتل الروائي الهندي البريطاني سلمان رشدي، والإشارة إلى الولايات المتحدة بأنها «الشيطان الأكبر» والاتحاد السوفياتي باسم«الشيطان الأصغر». وقد تعرض الخميني لعدة محاولات لقتله.
كما أشاد بانه «زعيم كاريزمي من شعبية هائلة» وهو «بطل النهضة الإسلامية» من قبل العلماء الشيعة، الذي حاول إقامة علاقات طيبة بين السنة والشيعة، ومبتكر رئيسي في النظرية السياسية والاستراتيجية السياسية الشعبية ذات التوجه الديني.
وحمل الخميني لقب آية الله العظمى، والمعروف رسميا باسم الإمام الخميني داخل إيران ومؤيديه دوليا. ويشار إليه عموما باسم آية الله الخميني من قبل الآخرين.
وكان كالأب الروحي لعدد من الشيعة داخل إيران وخارجها.
درجته الحوزوية آية الله وتضاف إليها العظمى لأنه بلغ الاجتهاد في نظر الشيعة وأصدر رسالته العملية، أي مجموعة فتاواه في العبادات والمعاملات في الإسلام.

## خلفية عن عائلته
أجداد الخميني موطنهم الأصلي مملكة أوده الواقعة في شمال الهند والتي كان يحكمها حاكم شيعي من أصول فارسية وقد كانت دولة عودة تجذب علماء الفارسية والشعراء والمهندسين والفقهاء وغيرهم من العلماء. استقرت العائلة المهاجرة في قرية صغيرة تدعى كنتور قريبة من العاصمة لكناو. جد الخميني سيد أحمد الموسوي الهندي ولد في كنتور وكان معاصراً لآية الله حامد حسين الكنتوري اللكهنوي. وبسبب الانتشار البريطاني في الهند اضطر سيد أحمد لمغادرة الهند عام 1830م إلى مدينة النجف العراقية حيث مرقد الإمام علي بن أبي طالب. في عام 1834م غادر سيد أحمد النجف ليتجه إلى فارس ليستقر عام 1839 م في مدينة خمين. تزوج في خمين لاحقاً فأنجب ثلاثة بنات وثلاثة أبناء، وأحدهم كان السيد مصطفى أب الإمام الخميني. تزوج السيد مصطفي نحو 1882م مع هاجر آغاخانم بنت آقا ميرزا أحمد وهو من مدينة خوانسار. وكان أحد أولادهم السيد روح الله الخميني.

## ولادته
ولد روح الله الخميني في العشرين من جمادى الآخرة عام 1320 هـ الموافق 24 سبتمبر عام 1902 م في مدينة خمين إحدي مدن محافظة مركزي الإيرانية.

## طفولته
كان والده السيد مصطفى الخميني أحد علماء الشيعة حيث درس علوم الفقه في النجف لعدة سنوات. عاصر مصطفى الموسوي ـ أب روح الله الخميني ـ الميرزا الشيرازي. ودرس العلوم والمعارف الإسلامية في النجف الأشرف لعدة سنوات، وبعد أن بلغ مرتبة الاجتهاد -في نظر الشيعة- عاد إلى إيران ليقيم في خمين ويصبح موجِّهاً للناس في أمور دينهم. وعندما كان في طريقه من خمين إلى آراك اعترضه مسلحون اطلقوا النار عليه وأردوه قتيلا. وكان عمر روح الله الخميني خمسة أشهر آنذاك.
بعد اغتيال أبيه، امضى روح الله الخميني طفولته في أحضان والدته (هاجر) -من أحفاد محمد حسين الخوانساري (صاحب زبدة التصانيف) ـ ورعاية عمته (صاحبة خانم). حتى إذا ما بلغ الخامسة عشرة من عمره، فقَدَ هاتين الراعيتين.
بدء روح الله بدراسة القرآن وهو في السادسة من عمره. وقد اهتم الخميني بالدراسات الدينية وارتياد الحوزات العلمية حيث هاجر في 1919 م إلى آراك ليدرس في حوزتها.

## هجرته إلىآراك
درس الخميني جانباً من المعارف الدينية الشائعة في عصره ومقدمات العلوم والسطوح المعروفة في الحوزات الدينية مثل آداب اللغة العربية والمنطق والفقه والأصول؛ على أيدي أساتذة وعلماء منطقته (كالميرزا محمود افتخار العلماء، والميرزا رضا النجفي الخميني والشيخ علي محمد البروجردي والشيخ محمد الكلبايكاني وعباس الأراكي)؛ وقبل هؤلاء أخيه الأكبر مرتضى بسنديده ـ الذي امضى عنده أكثر وقته الدراسي ـ سافر بعد ذلك ـ عام 1919م ـ إلى آراك ليواصل دارسته الدينية في حوزتها.

## هجرته إلىقم
بُعيد انتقال الشيخ عبد الكريم الحائري اليزدي مؤسس وزعيم الحوزة العلمية في قم إلى هذه المدينة، التحق روح الله الخميني بالحوزة العلمية في قم في أيلول عام 1340 هـ.

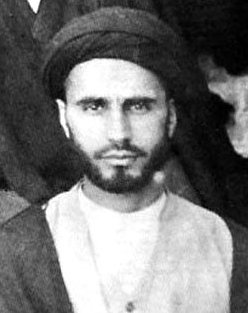
الخميني في شبابه 1938

### حياته العلمية
طوى الخميني سريعاً مراحل دراسته التكميلية في الحوزة العلمية على أيدي أساتذتها. كما أكمل دروس مرحلة السطوح على يد محمد تقي الخونساري، وعلي اليثربي الكاشاني. كذلك أتمَّ دروس خارج الفقه والأصول على زعيم الحوزة العلمية في قم الشيخ عبد الكريم الحائري اليزدي.
وتزامناً مع دراسته للفقه والأصول على أيدي الفقهاء والمجتهدين، درس الرياضيات وعلم الهيئة والفلسفة على أبي الحسن الرفيعي القزويني، ثم واصل دراسته مع العلوم المعنوية والعرفانية لدى الميرزا علي أكبر الحكيمي اليزدي، كما درس علم العروض والقوافي والفلسفة الإسلامية والفلسفة الغربية لدى الشيخ محمدرضا مسجد شاهي الإصفهاني، ودرس الأخلاق والعرفان لدى الميرزا جواد الملكي التبريزي، ثم درس العرفان النظري والعملي، لمدة ستة أعوام عند الميرزا محمد علي الشاه آبادي.
بعد وفاة الشيخ الحائري اليزدي مؤسس وزعيم الحوزة العلمية في قم، أثمرت الجهود التي بذلها روح الله الخميني برفقه عدة من المجتهدين في الحوزة العلمية بقم في إقناع الشيخ حسين البروجردي للمجيء إلى هذه المدينة وتسلم زعامة الحوزة العلمية فيها. وخلال هذه الفترة عُرف الخميني بصفته أحد المدرسين والمجتهدين وأولي الرأي في الفقه والأصول والفلسفة والعرفان والأخلاق.
مارس الخميني التدريس- خلال سنوات طويلة ـ في الحوزة العلمية بقم، فدرّس عدّة دورات في الفقه والأصول والفلسفة والعرفان والأخلاق الإسلامية في كل من المدرسة الفيضية ومسجد الأعظم قم ومسجد محمدية ومدرسة الحاج ملاصادق ومسجد السلماسي وغيرها، كما مارس تدريس الفقه ومعارف أهل البيت في الحوزة العلمية بالنجف الأشرف، في مسجد مرتضى الأنصاري لما يقارب الأربعة عشر عاماً. وفي النجف الأشرف طرح ـ ولأول مرة ـ أسس الحكومة الإسلامية عبر سلسلة دروس ألقاها في موضوع ولاية الفقيه.

### المرجعية
بعد وفاة السيد البروجردي، اجتمع حوله كثير من رواد العلم من مريديه يطلبون منه طبع الرسالة العملية، فامتنع عن ذلك، وطبع حاشيته على وسيلة النجاة للسيد أبو الحسن الأصفهاني ثم حاشيته على العروة الوثقى. وبعد وفاة السيد محسن الحكيم عاد إليه الكثيرون في الأحكام الشرعيّة.

## مرحلة النضال والثورة
فقد شهد روح الله الخميني في طفولته اغتيال والده نتيجة لدفاعه عن حقوقه وحقوق أهل منطقته ووقوفه في وجه الإقطاعيين وعملاء الحكومة آنذاك. وفي الحقيقة كانت أسرة الخميني مألوفة بالهجرة والجهاد في سبيل الله منذ القدم.
يستعرض الخميني بعض ذكرياته عن الحرب العالمية الأولى ـ وكان حينها يبلغ من العمر اثني عشر عاماً ـ فيقول: «إنَّني أتذكر كلتا الحربين العالميتين. كنت صغيراً إلا أني كنت أذهب إلى المدرسة وقد رأيت الجنود الروس في المركز الذي كان في خمين. رأيتهم هناك وأتذكر كيف تعرضت بلادنا للاجتياح في الحرب العالمية الاولي.»
وفي موضع آخر يذكر الخميني أسماء بعض الإقطاعيين الذين كانوا يمارسون النهب والاعتداء على أعراض الناس وأموالهم مدعومين من قبل الحكومة المركزية آنذاك: «كنت في الحرب منذ طفولتي... فقد كنا نتعرض لهجمات الأشرار من أمثال» زلقي«، وكانت عندنا بندقية، أذكر أني كنت أقارب البلوغ آنذاك فكنت أذهب مع البقية لاتخاذ مواقعنا في الخنادق المعدّة للدفاع ضد هجوم الأشرار الذين كانوا يقصدون الإغارة علينا. نعم كنا نذهب هناك ونتفقد الخنادق.»
و يشير في موضعٍ آخر:
«لقد كنا مضطرين إلى إعداد الخنادق في خمين ـ المنطقة التي كنا نعيش فيها ـ وكانت عندي بندقية، غير أني كنت لا أزال حينها يافعاً لم أناهز الثامنة عشرة بعد، وكنت أتدرب على البندقية وأحملها. نعم كنا نذهب للتحصّن في الخنادق ونواجه هؤلاء الأشرار الذين كانوا يغيرون علينا. لقد كان الوضع متسماً بالفوضى والهرج والمرج، ولم يكن لدى الحكومة المركزية القدرة علي السيطرة على الأوضاع وفجأة سيطروا على خمين فهبّ الناس لمواجهتهم وحملوا السلاح وكنت من بين من حملوا السلاح.»
واصل الخميني النضال طوال فترة الدراسة بأساليب مختلفة، بما فيها مقارعته للمفاسد الاجتماعية والانحرافات الفكرية والأخلاقية. ففي عام 1943 م، ومن خلال تأليف ونشره كتاب كشف الأسرار -عام 1944- قام الخميني بفضح جرائم فترة العشرين عاماً من حكم رضا بهلوي - والد الشاه المخلوع - وتولى الرد علي شبهات المنحرفين دفاعاً عن الإسلام وعلماء الدين. كما أثار في هذا الكتاب فكرة الحكومة الإسلامية وضرورة النهوض لإقامتها.
انطلق الخميني في نضاله العلني ضد الشاه عام 1962 م، وذلك حينما وقف بقوة ضد لائحة مجالس الأقاليم والولايات، والتي كان محورها محاربة الإسلام، إذ أن المصادقة على هذه اللائحة من قِبل الحكومة آنذاك كانت تعني حذف الإسلام كشرط في المرشحين والناخبين، وكذلك القبول بحذف اليمين الدستورية بالقرآن. بيد أنّ الخميني قام بمعارضة هذه اللائحة، ودعا المرجعية الدينية في الحوزات العلمية وأبناء الشعب للانتفاضة والثورة. وبسبب إرسال برقيات التهديد التي بعثها الخميني إلى رئيس الوزراء لذلك الوقت، وخطاباته ضد حكومة شاه، وتأييد المراجع الدينية لمواقفه، إنطلقت المسيرات الشعبية الحاشدة في كلٍّ من مدينة قم وطهران والمدن الأخرى، مما اضطُر نظام الشاه إلى إلغاء اللائحة والتراجع عن مواقفه.

### اعتقاله ونفيه
مواصلة النضال دفعت الشاه محمد رضا بهلوي لارتكاب إحدى أخطائه التي تمثّلت في مهاجمة المدرسة الفيضية بمدينة قم في الحادي والعشرين من آذار عام 1963 م، وما هي إلاّ فترة وجيزة حتى انتشر خطاب روح الله الخميني وتصريحاته حول هذه الفاجعة في مختلف أنحاء إيران. وفي عصر اليوم العاشر من شهر المحرّم عام 1383 هـ (3 يونيو1963 م) أشار الخميني عبر خطاب حماسي، إلى العلاقات السرّية القائمة بين الشاه وإسرائيل ومصالحهما المشتركة. وفي الساعة الثالثة بعد منتصف ليل اليوم التالي، حاصرت القوات الحكومية الخاصة بيته، وأُعْتَقَل وأَرُسِّل مكبّلاً إلى طهران.
انتشر خبر اعتقال الخميني بسرعة في مختلف أنحاء إيران. وبمجرّد أن سمعت الجماهير خبر اعتقاله، نزلت إلى الشوارع منذ الساعات الأولى من فجر الخامس من حزيران 1963 م، وراحت تعبّر عن استنكارها لعمل الحكومة في تظاهرات حاشدة، أعظمها تظاهرة مدينة قم، التي شهدت أكبر هذه الاستنكارات، والتي هاجمتها قوات النظام بالأسلحة الثقيلة، وكانت نتيجتها سقوط العديد من المتظاهرين مضرّجين بدمائهم. ومع إعلان نظام الشاه الأحكام العرفية في طهران، إشتد قمع التظاهرات في تلك الأيام، حيث قتلت وجرحت قوات الحكومة العسكرية الآلاف من المتظاهرين المدنيين الأبرياء. كانت هذه المذبحة في نهاية القسوة والشدة حتى أخذت أخبارها تتناقل وسائل الإعلام العالمية والمحلية. وأخيراً، ونتيجة لضغط الرأي العام واعتراضات العلماء والشعب، داخل البلاد وخارجها، اضطر نظام الشاه إلى إطلاق سراح الخميني بعد عشرة أشهر تقريباً من المحاصرة والاعتقال.

### مكافحة قانون الحصانة القضائية
واصل الخميني جهاده عبر خطاباته الفاضحة للنظام، وتصريحاته المثيرة للوعي. وفي هذه الأثناء تأتي مصادقة الحكومة علي قانون الحصانة القضائية (الكابيتالاسيون) التي تنص علي منح المستشارين العسكريين والسياسيين الأميركيين الحصانة القضائية. فما إن اطّلع الخميني على هذه الخيانة حتى بدأ تحركاته الواسعة، وقام بإرسال مبعوثية إلى مختلف أنحاء البلد، ويعلن لأبناء الشعب عن عزمه بإلقاء خطاب في العشرين من يونيو عام 1963 مـ. ألقي الخميني خطابه الشهير في اليوم الموعود دون أن يعبأ بتهديد النظام ووعيده. فانتقد لائحة الحصانة القضائية، وهجم بشدة على الرئيس الأميركي وقتئذ. أما نظام الشاه فقد رأى أنّ الحل الأمثل يكمن في نفي الخميني إلى خارج إيران. ومرة أخرى حاصرت المئات من القوات الخاصة والمظليين بيته، وذلك في سَحَر اليوم الثالث من التشرين الثاني عام 1964 م. وبعد اعتقاله، اقتيد مباشرة إلى مطار مهرآباد بطهران، نُفِيَ أولاً إلى مدينة أنقرة (تركيا)، ومن ثم إلى مدينة بورسا التركية. وقامت قوات الأمن الإيراني والتركي المكلّفة بمراقبته، بمنعه من ممارسة أي نشاط سياسي أو اجتماعي.

## الحرب العراقية الإيرانية
نشبت حرب بين العراق وإيران من سبتمبر 1980 حتى أغسطس 1988 سميت في العراق قادسية صدام أو القادسية الثانية وسمّيت في إيران باسم الدفاع المقدس (بالفارسية: دفاع مقدس)، وعُرفت في مناطق أخرى بحرب الخليج الأولى واستمرت ثمان سنوات ورفض الخميني فيها الاستسلام للرئيس العراقي صدام حسين، واستمرت الحرب سجالاً بين البلدين إلى أن وافق الخميني بقبول وقف إطلاق النار في 8 أغسطس 1988 حين حققت القوات العراقية تقدماً ملحوظاً بعد تلقيها دعماً عربياً، ووصف قبوله وقف إطلاق النار بأنه تجرع كأس السم.
وافق البلدان على وقف إطلاق النار 20 أغسطس لتبدأ بعدها المفاوضات المباشرة بين العراق وإيران في جنيف 25 أغسطس - 7 سبتمبر 1988 وكان على المتفاوضين بحث قرار مجلس الأمن رقم 598 والذي يتضمن 5 نقاط هي:
1. وقف إطلاق النار
2. الانسحاب إلى الحدود الدولية
3. تبادل الأسرى
4. عقد مفاوضات السلام
5. إعمار البلدين بمساعدة دولية

فشلت الجولة الأولى وتوقفت عند المطلب الأول (وقف إطلاق النار) بسبب الاختلاف على تطبيقه بحراً، حيث أصرت إيران على تفتيش السفن العابرة لمضيق هرمز وهو ما رفضه العراق. الجولة الثانية انعقدت في نيويورك 1 - 5 أكتوبر 1988 على هامش انعقاد الدورة الثالثة والأربعين للجمعية العمومية للأمم المتحدة حاول خلالها الأمين العام للأمم المتحدة التقريب بين وجهات النظر للطرفين.
في 20 أكتوبر قدم العراق طلباً لتبادل الأسرى إلا أن إيران رفضته فبادر العراق إلى الإفراج عن الأسرى الإيرانيين المرضى لديه (465 أسيراً)، مما دفع إيران لاتخاذ إجراء مماثل.
في 31 أكتوبر بدأت جولة جديدة في جنيف بدعوة من الأمين العام للأمم المتحدة إلا أنها لم تكن بأفضل حالا من الجولات التي سبقتها مما أجبر الأمانة العامة إلى التنقل بين بغداد وطهران لتقريب وجهات النظر بين البلدين.
و في أغسطس 1990, وافقت الحكومة العراقية على الانسحاب من الأراضي الإيرانية (2,500 كم مربع) وتسليم جميع الأسرى الإيرانيين المسجلين عندها، وبذلك انتهت هذه الحرب التي صنفت بأنها الأكثر دموية في الشرق الأوسط منذ عام 1945.

## رهائن السفارة الأمريكية
كان الثوار الإيرانيون قد احتلوا السفارة الأمريكية في نوفمبر سنة 1979 بعد أن سمح الرئيس الأمريكي جيمي كارتر لشاه إيران السابق محمد رضا بهلوي بالعلاج في مستشفى بالولايات المتحدة الأمريكية واحتجزوا 53 دبلوماسيا أمريكياً وحارساً كرهائن في السفارة لمدة 444 يوماً. وقد أيد الخميني عملية الاحتجاز للرهائن ونادى بأن يظل الرهائن محتجزين، وكانت الدوافع وراء احتجاز الرهائن هو المطالبة بعودة الشاه لمحاكمته في إيران، لكن الشاه توفي في يوليو 1980، واستمر احتجاز الرهائن بعد وفاة الشاه بهلوي لأشهر، إلى أن أُفْرِجَ عنهم في يناير 1981. قامت الولايات المتحدة بعملية عسكرية لإنقاذ الرهائن الأمريكية بعد عدة شهور من التدريب تُسمى عملية مخلب النسر. انتقلت القوات الأمريكية المتكونة من عدة طائرات ومروحيات الي صحراء «طبس» شرقي إيران، على حين غفلة من الحكومة الإيرانية. العاصفة تسببت اصطدام الطائرات الأمريكية ببعضها وقتل جميع القوات الأمريكية وافتضح امرهم في اليوم التالي. وصف الخميني واعتبر المحللون ان هذه الحادثة من المعجزات الالهية التي حدثت بعد الثورة الإسلامية في إيران. النشرة الأخبارية في التلفزيون الإيراني بدأت بهذه الآية في ذلك اليوم: «أَلَمْ تَرَ كَيْفَ فَعَلَ رَبُّكَ بِأَصْحَابِ الْفِيلِ»؟ (سورة الفيل - الآية 1)

## يوم القدس العالمي
أعلن الخميني آخر يوم جمعة من شهر رمضان، باسم يوم القدس العالمي (بالفارسية: روز جهاني قدس)، ولا زال المسلمون يحيون هذا اليوم في فلسطين ولبنان وإيران وسوريا والبحرين ومصر وموريتانيا وبريطانيا وغيرها. وهو حدث سنوي يعارض احتلال إسرائيل للقدس. وتُحْشَد وتُقَامُ المظاهرات المناهضة للصهيونية في هذا اليوم في بعض الدول العربية والإسلامية والمجتمعات الإسلامية والعربية في مختلف أنحاء العالم، ولكن خصوصا في إيران حيث كانت أول من اقترح المناسبة. وهو يعقد كل سنة في يوم الجمعة الأخيرة من شهر رمضان المبارك أي الجمعة اليتيمة أو جمعة الوداع.

## وفاته

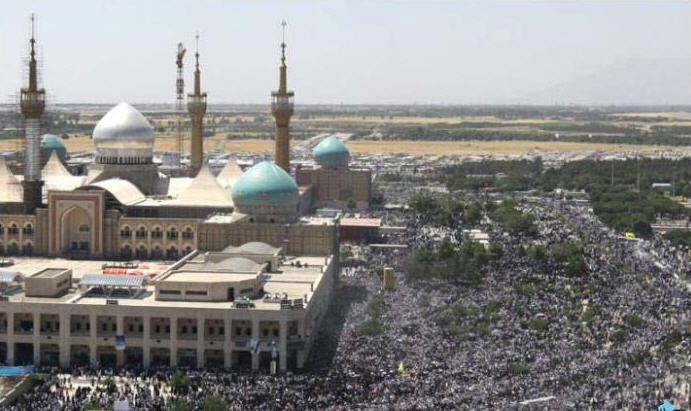
مرقد الإمام الخميني

توفي الخميني في 3 يونيو 1989م، موافق 24 شوال 1409 هـ (14 جوزاء 1368 هجري شمسي) ودفن في مدينة طهران. حضر الجنازة عشرة ملايين ومئتا ألف شخص، فكانت أكبرَ جنازة على مستوى إيران فقد حضرها ما يقارب سدس سكان البلاد، وله ضريح معروف في مكان دفنه بالقرب من مقبرة تسمى بجنة الزهراء.

## مؤلفات الخميني
| - شرح دعاء السحر - شرح حديث رأس الجالوت - حاشيه الإمام على شرح حديث رأس الجالوت - التعليقة على الفوائد الرضوية - شرح حديث جنود العقل والجهل - مصباح الهداية إلى الخلافة والولاية - تعليقات على شرح فصوص الحكم ومصباح الأنس - الأربعون حديثا - سر الصلاة - الآداب المعنوية للصلاة - رسالة لقاء الله - حاشية على الأسفار - كشف الأسرار - أنوار الهداية في التعليقة على الكفاية - بدايع الدرر في قاعدة نفي الضرر - الرسائل العشرة - رسالة الاستصحاب - رسالة في التعادل والتراجيح - شرح الفصوص لابن عربي | - رساله الاجتهاد والتقليد - مناهج الوصول إلى علم الأصول - رسالة في الطلب والإرادة - رسالة في التقية - رسالة في قاعدة من ملك - رسالة في تعيين الفجر في الليالي المقمرو - كتاب الطهارة - تعليقة على العروة الوثقي - المكاسب المُحرّمة - تعليقه على وسيلة النجاة - رسالة نجاة العباد - حاشية على رسالة الإرث - تقريرات درس أصول آية الله العظمي البروجردي - تحرير الوسيلة في مجلدين - ترجمه تحرير الوسيلة - كتاب البيع - الحكومة الإسلامية وولاية الفقيه - كتاب الخلل في الصلاة | - الجهاد الأكبر (جهاد النفس) - رساله توضيح المسائل - مناسك الحج «احكام وفتاوى الإمام الخميني» - تفسير سورة الحمد - استفتائات 3 مجلدات - ديوان شعر الإمام - سبوي عشق (فارسي) - ره عشق (فارسي) - باده عشق (فارسي) - نقطه عطف (فارسي) - محرم السر (فارسي) - مسائل في الأمر بالمعروف والنهي عن المنكر - صحيفة الإمام «مجموعه آثار الامام الخميني» 22 مجلد - صحيفه نور - مكانة المرأة في فكر الإمام الخميني - الوصية الالهية السياسة (الوصية) - لمحات الأصول - الكوثر - منشور روحانيت (فارسي) |

## صور

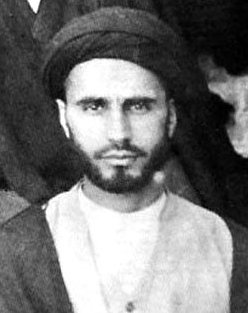
في شبابه
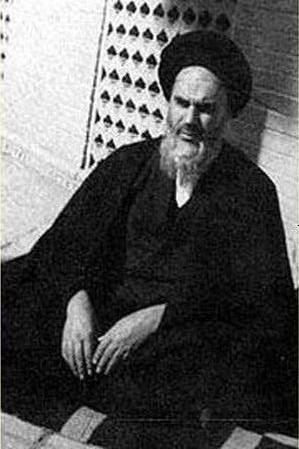
الخميني في فناء المنزل
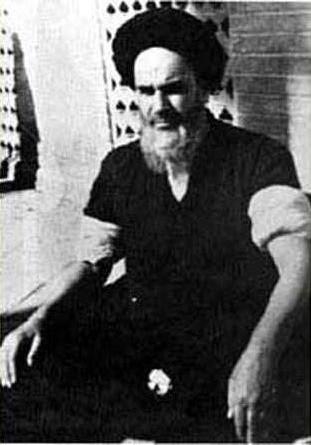
في منزله - قم
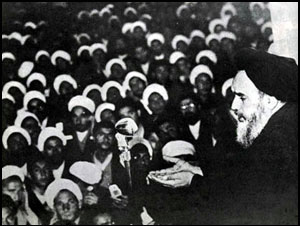
في 13 جوزاء 1432 (هـ ش)
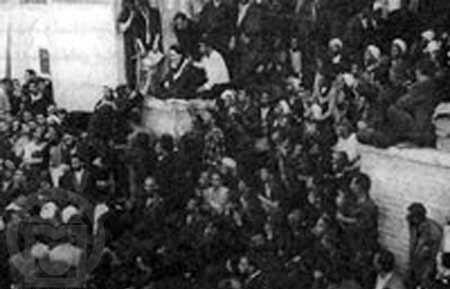
في 13 جوزاء 1432 (هـ ش)
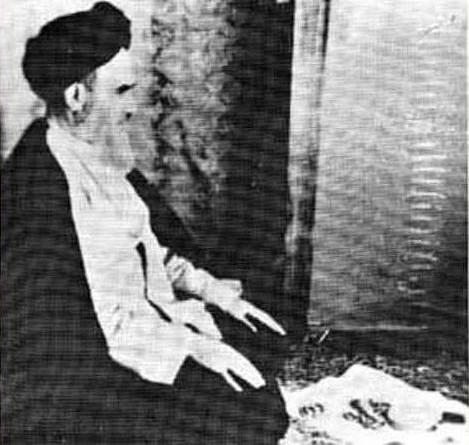
في الصلاة
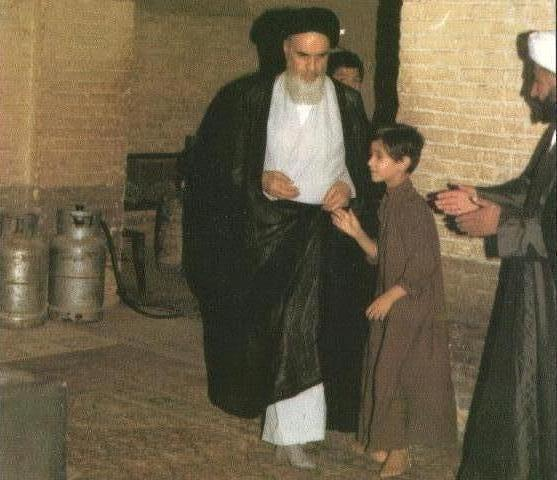
في العراق
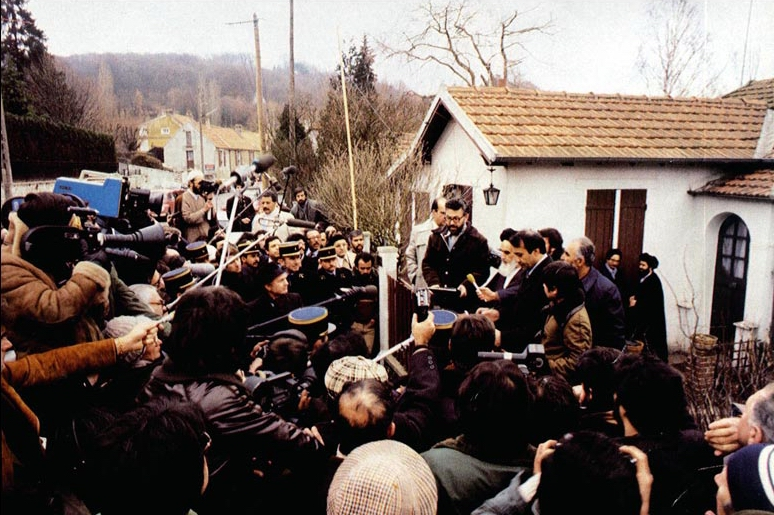
في باريس
في الصلاة-باريس
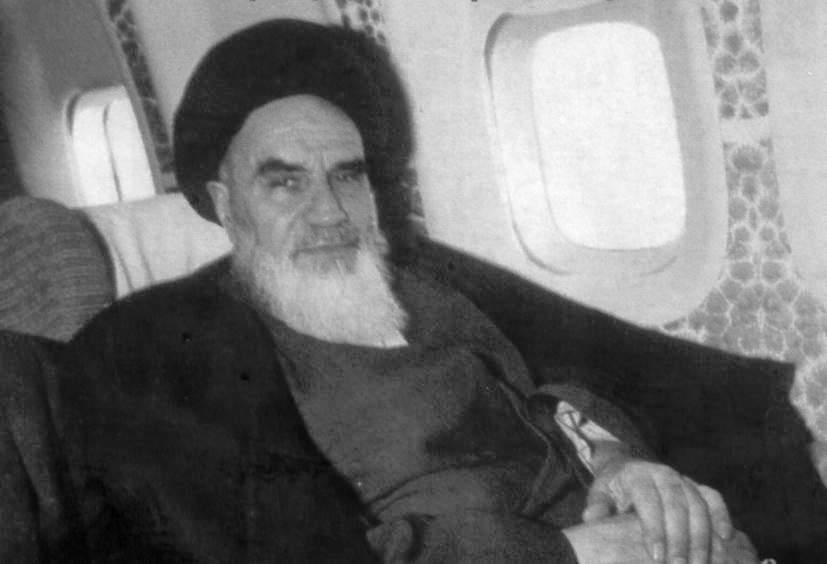
في الطائرة- من باريس إلى طهران
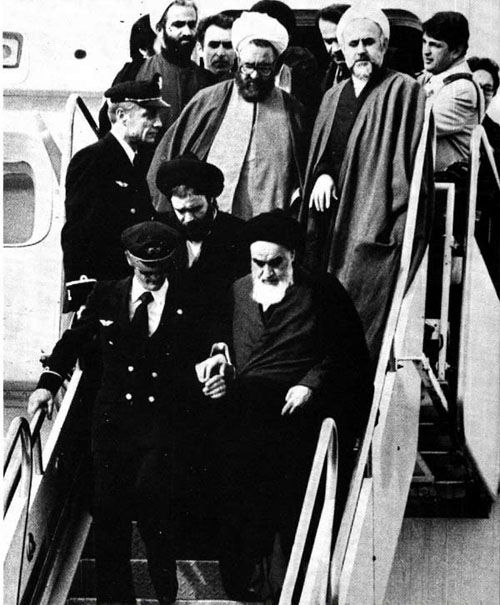
مطار مهرآباد 1357 ش.
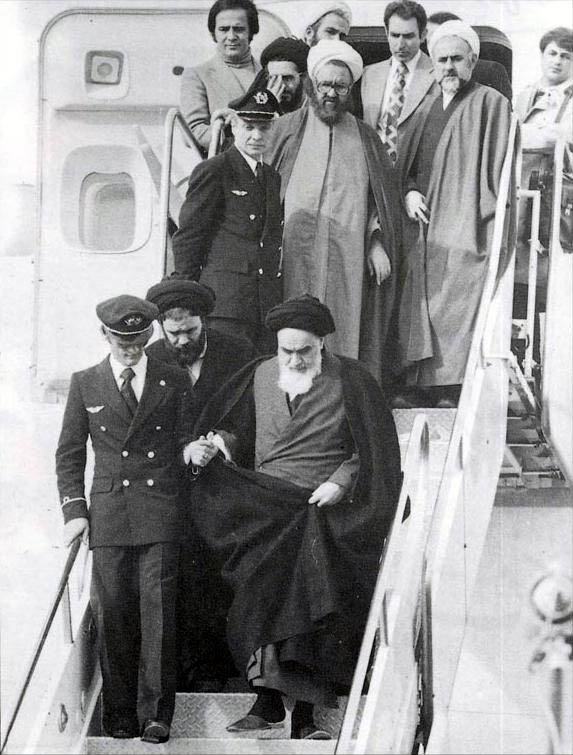
مطار مهرآباد 1357 (هـ ش)
في مقابلة
الخميني وبني صدر

## الملاحظات
1. ↑  أوَّل مُرشد أعلى ومؤسس الجمهوريَّة الإسلاميَّة.
2. ↑  في عهد الدولة القاجارية.

## وصلات خارجية
- روح الله الخميني على موقع IMDb (الإنجليزية)
- روح الله الخميني على موقع ميتاكريتيك (الإنجليزية)
- روح الله الخميني على موقع الموسوعة البريطانية (الإنجليزية)
- روح الله الخميني على موقع مونزينجر (الألمانية)
- روح الله الخميني على موقع ألو سيني (الفرنسية)
- روح الله الخميني على موقع إن إن دي بي (الإنجليزية)
- روح الله الخميني على موقع ديسكوغز (الإنجليزية)
- روح الله الخميني على موقع قاعدة بيانات الفيلم (الإنجليزية)
- روح الله الخميني على موقع ليتربوكسد (الإنجليزية)
- روح الله الخميني على موقع كينوبويسك (الروسية)